# Nowe Żyttia (obwód czerkaski)
Nowe Żyttia (ukr. Нове Життя) – wieś na Ukrainie, w obwodzie czerkaskim, w rejonie złotonoskim, w hromadzie Czornobaj. W 2025 liczyła 182 mieszkańców.